# Rellik
Rellik (rückwärts gelesen killer) ist eine Fernsehserie, welche im Auftrag der Sender BBC One und Cinemax als britisch-US-amerikanische Koproduktion entsteht. Sie wurde von den britischen Brüdern Harry und Jack Williams und deren Produktionsfirma Two Brothers Pictures verantwortet, welche zuvor bereits an der ebenfalls in Koproduktion entstandenen Serie The Missing beteiligt waren. In Deutschland ist die Serie seit 10. November 2017 bei Amazon Video zum Abruf bereit. In Großbritannien war die Serie seit 11. September 2017 bei BBC One zu sehen, bei Koproduzent Cinemax hatte sie am 13. April 2018 Premiere.

## Produktionshintergrund
Die Handlung der Serie wird, mit Ausnahme der sechsten Folge der Staffel, in umgekehrter Reihenfolge gezeigt, beginnend mit dem Zeitpunkt, an dem der Hauptverdächtige gefasst bzw. getötet wird, und wird von diesem Zeitpunkt an in Abschnitten rückwärts erzählt. Die entsprechende Zeit, in welcher die entsprechende Szene Abstand zur vorhergehenden hat, wird dem Zuschauer stets zu Beginn dieser angezeigt.

## Inhalt
Die Serie erzählt die Geschichte der Jagd auf einen Serienmörder, der seine Opfer stets mit Säure verätzt, durch den Polizisten Gabriel Markham, der selbst Opfer des Täters wurde, den Angriff aber überleben konnte. Schon bei Ergreifung des mutmaßlichen Täters, bzw. dessen Erschießung kommen erste Zweifel auf, ob jener überhaupt für die Verbrechen verantwortlich war.

## Besetzung und Synchronisation
Die deutschsprachige Synchronisation der Serie entstand bei der Studio Hamburg Synchron GmbH unter Dialogbuch von Thomas Maria Lehmann und Dialogregie von Sascha Draeger.
Hauptbesetzung
| Rollenname          | Schauspieler     | Synchronsprecher |
| ------------------- | ---------------- | ---------------- |
| DCI Gabriel Markham | Richard Dormer   | Michael Lott     |
| DI Elaine Shepard   | Jodi Balfour     | Neda Rahmanian   |
| Dr. Isaac Taylor    | Paterson Joseph  | Clemens Gerhard  |
| Patrick Barker      | Paul Rhys        | Sascha Draeger   |
| Steven Mills        | Michael Shaeffer | Nicolas König    |
| Christine Levison   | Rosalind Eleazar | Lo Rivera        |
| Beth Mills          | Georgina Rich    | Tanja Dohse      |
| Lisa Markham        | Lærke Winther    | Anne Moll        |
| Hannah Markham      | Shannon Tarbet   | Elise Eikermann  |
| DSI Edward Benton   | Ray Stevenson    | Jürgen Holdorf   |

## Episodenliste
| Nr. | Deutscher Titel | Originaltitel | Erstausstrahlung UK | Deutschsprachige Erstveröffentlichung (D/A) | Regie        | Drehbuch                      |
| --- | --------------- | ------------- | ------------------- | ------------------------------------------- | ------------ | ----------------------------- |
| 1   | Episode 1       | Episode 1     | 11. Sep. 2017       | 10. Nov. 2017                               | Sam Miller   | Harry Williams, Jack Williams |
| 2   | Episode 2       | Episode 2     | 18. Sep. 2017       | 10. Nov. 2017                               | Sam Miller   | Harry Williams, Jack Williams |
| 3   | Episode 3       | Episode 3     | 25. Sep. 2017       | 10. Nov. 2017                               | Sam Miller   | Harry Williams, Jack Williams |
| 4   | Episode 4       | Episode 4     | 2. Okt. 2017        | 10. Nov. 2017                               | Hans Herbots | Marston Bloom                 |
| 5   | Episode 5       | Episode 5     | 9. Okt. 2017        | 10. Nov. 2017                               | Hans Herbots | Harry Williams, Jack Williams |
| 6   | Episode 6       | Episode 6     | 16. Okt. 2017       | 10. Nov. 2017                               | Sam Miller   | Max Barnes                    |

## Veröffentlichung im deutschsprachigen Raum
Im deutschsprachigen Raum wurde die Serie durch Concorde Home Video, einem Unternehmen der Tele München Gruppe, am 15. Dezember 2017 auf DVD und BluRay veröffentlicht.

## Rezeption
Matthias Hannemann von der FAZ nach sei, „Nicht nur der Titel der Serie […] kryptisch, sie besticht durch ihre verquere Erzählweise.“ Außerdem sei „Die Grundstimmung in ‚Rellik‘ […] so schwarz, wie es bei der Geschichte eines Mehrfachmörders sein muss; mitunter gespenstisch, wenn Markham nachts einen Friedhof besucht, um seine Hände im Kies über einem Sarg zu vergraben.“ Allerdings „darf sich die Serie, mit der die BBC Elemente des ‚Nordic Noir‘-Genres aufgreift und veredelt, nur nicht zu tief im Privatleben der Ermittler verheddern. Wenn schon verquere Erzählweise, dann bitte konsequent.“
Katja Belousova von Die Welt nach sei die Serie, „Als hätte Christopher Nolan einen ‚Tatort‘ gedreht.“ Auch empfindet sie: „‚Rellik‘ verlangt von seinen Zuschauern durchgehend ihre volle Aufmerksamkeit, denn das umgekehrte Erzählen ist ungewohnt und zunächst sehr verwirrend. Neu ist es nicht. Genau diese Methode wählte schon Christopher Nolan vor 17 Jahren in seinem Film ‚Memento‘ und auch Fans von Quentin Tarantino werden in dieser Art des Erzählens wenig Innovationsgeist erkennen können.“ Jedoch funktioniere „Markhams umgekehrte Suche nach dem Säuremörder […] nur, weil von Beginn beziehungsweise vom Ende an Zweifel an Mills’ Täterschaft bestehen. Und so bekommen die Zuschauer nach fünf Folgen zurück in die Flasche fließenden Ketchups, zurückglimmender Zigaretten und rückwärtsfahrender Züge, den wahren Säure-Mörder präsentiert. Ebenso wie eine letzte, sechste Folge, die das Rückwärtserzählen doch noch aufhebt, zum Ausgangspunkt der ersten Folge zurückkehrt und ‚Rellik‘ damit genauso enden lässt, wie es eine Krimiserie nun einmal tut: Mit einer finalen Konfrontation zwischen Räuber und Gendarm. Für dieses Ende hätte sich die Macher die Mühe des Zurückspulens wirklich nicht machen müssen.“ Daher kommt sie zum Resümee: „Hätten die Serienschöpfer Harry und Jack Williams tatsächlich unkonventionell sein wollen, sie hätten die Serie einfach nach Folge fünf mit dem erhabenen Gefühl beendet, dass der Zuschauer mehr weiß als der Ermittler und der Täter entgegen der Tradition nicht gestellt werden kann.“

## Trivia
Bei der Ausstrahlung der Serie kam es zu einem Novum im britischen Fernsehen. Zeitgleich zur Ausstrahlung von Rellik bei BBC One, erfolgte auf ITV die Ausstrahlung der Serie Liar, die ebenfalls von Harry und Jack Williams erdacht und produziert wurde. So kam es erstmals dazu, dass zwei Produktionen aus gleichem Hause, in direkter Konkurrenz zueinander ausgestrahlt wurden.